# Pierre Loysel
Pour les articles homonymes, voir Loysel.

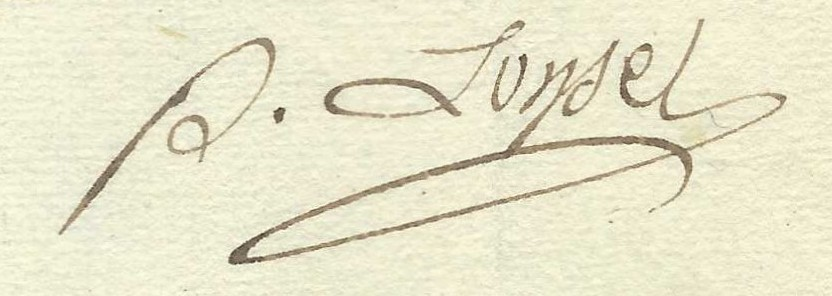
signature Pierre Loysel

Pierre Loysel, né le 5 avril 1751 à Saint-James et mort le 29 juin 1813 à Paris, est un homme politique français.

## Biographie
Est dit descendant d'Antoine Loysel, devint lui-même avocat à Paris et à Saint-Gobain. 
En septembre 1791, alors qu'il est vice-président du directoire de l'Aisne, Pierre Loysel est élu député du département, le deuxième sur douze, à l'Assemblée nationale législative. En avril 1792, il vote pour que les soldats du régiment de Châteauvieux qui se sont mutinés lors de l'affaire de Nancy, soient admis aux honneurs de la séance. 
La monarchie française prend fin à la suite de l'insurrection du 10 août 1792. En septembre de la même année, Loysel est réélu député de l'Aisne, le onzième sur douze, à la Convention nationale. 
Il siège sur les bancs de la Gironde. Lors du procès de Louis XVI, il vote la mort et se prononce en faveur de l'appel au peuple et du sursis à l'exécution. Il vote en faveur de la mise en accusation de Jean-Paul Marat en avril 1793, et s'abstient de voter lors du scrutin sur le rétablissement de la Commission des Douze en mai. Pierre Loysel et six de ses collègues axonais signent une protestation contre la journée du 2 juin. En dehors de Condorcet, ils ne sont pas inquiétés par la suite et ne font pas partie des « 73  » députés incarcérés entre octobre 1793 et frimaire an III (décembre 1795). 
Le 23 vendémiaire an IV, Loysel passa au Conseil des Anciens, comme député de la Manche, avec 285 voix sur 423 votants, Il prit part à un certain nombre de discussions touchant les finances, les poudres et salpêtres, les salines, les frais en matière criminelle, etc. 
Après sa sortie du Conseil, il fut nommé en 1798 administrateur de la régie de l'enregistrement et du domaine national ; puis il devint successivement préfet de Maëstricht et de Turin, et, en 1809, conseiller-maître à la Cour des comptes. 
Il fut créé chevalier de l'Empire en 1808 et fut membre correspondant de l'Institut de France.
On a entre autres de lui quelques écrits sur la circulation du numéraire, un Manuel du receveur de l'enregistrement, un Essai sur l'art de la verrerie (1800).

### Sources
- « Pierre Loysel », dans Adolphe Robert et Gaston Cougny, Dictionnaire des parlementaires français, Edgar Bourloton, 1889-1891 [détail de l’édition]
- Umberto Todisco, Le personnel de la Cour des comptes (1807-1830), 1969
- Ch. Brainne, Les hommes illustres du département de l'Oise : 2e volume de la bibliothèque du Beauvaisis, 1864
- Jean Savant, Les préfets de Napoléon, 1958
- Antoine-Vincent Arnault, Antoine Jay, Étienne de Jouy, Jacques Marquet de Montbreton de Norvins, Biographie nouvelle des contemporains : ou Dictionnaire historique et raisonné de tous les hommes qui, depuis la révolution française, ont acquis de la célébrité par leurs actions, leurs écrits, leurs erreurs ou leurs crimes, soit en France, soit dans les pays étrangers ; précédée d'un tableau par ordre chronologique des époques célèbres et des événemens remarquables, tant en France qu'à l'étranger, depuis 1787 jusqu'à ce jour, et d'une table alphabétique des assemblées législatives, à partir de l'assemblée constituante jusqu'aux dernières chambres des pairs et des députés, 1823